# Allocricetulus curtatus
Allocricetulus curtatus là một loài động vật có vú trong họ Cricetidae, bộ Gặm nhấm. Loài này được G. M. Allen mô tả năm 1925.